# Yves Gasc
Pour les articles homonymes, voir Gasc.
Yves Gasc est un poète et acteur français né le 21 mai 1930 et mort le 22 novembre 2018.
Sociétaire honoraire de la Comédie-Française, il a suivi une formation au Conservatoire national supérieur d'art dramatique dans les classes de Jean Yonnel et Georges Le Roy.

## Théâtre

### Hors Comédie-Française

#### Comédien
- 1954 : Ruy Blas de Victor Hugo, mise en scène Jean Vilar, TNP Théâtre de Chaillot
- 1954 : Lorenzaccio d'Alfred de Musset, mise en scène Gérard Philipe, TNP Théâtre de Chaillot
- 1954 : Macbeth de William Shakespeare, mise en scène Jean Vilar, TNP Festival d'Avignon
- 1955 : L'Étourdi de Molière, mise en scène Daniel Sorano, TNP Théâtre Montansier
- 1956 : Les Femmes savantes de Molière, mise en scène Jean-Paul Moulinot, TNP Théâtre de Chaillot
- 1956 : Macbeth de William Shakespeare, mise en scène Jean Vilar, TNP Festival d'Avignon
- 1956 : Le Mariage de Figaro de Beaumarchais, mise en scène Jean Vilar, TNP Festival d'Avignon
- 1956 : L'Avare de Molière, mise en scène Jean Vilar, TNP
- 1957 : Le Malade imaginaire de Molière, mise en scène Daniel Sorano, TNP Théâtre de Chaillot
- 1957 : Le Mariage de Figaro de Beaumarchais, mise en scène Jean Vilar, TNP Festival d'Avignon
- 1957 : Henri IV de Luigi Pirandello, mise en scène Jean Vilar, TNP Festival d'Avignon, Théâtre de Chaillot
- 1957 : Meurtre dans la cathédrale de Thomas Stearns Eliot, mise en scène Jean Vilar, TNP Festival d'Avignon
- 1958  : Ubu roi d'Alfred Jarry, mise en scène Jean Vilar, TNP Théâtre de Chaillot
- 1958  : L'École des femmes de Molière, mise en scène Georges Wilson, TNP Théâtre de Chaillot
- 1958 : Œdipe d'André Gide, mise en scène Jean Vilar, TNP, Festival de Bordeaux, Festival d'Avignon
- 1958 : Les Caprices de Marianne d'Alfred de Musset, mise en scène Jean Vilar, TNP Festival d'Avignon
- 1958 : Lorenzaccio d'Alfred de Musset, mise en scène Gérard Philipe, TNP Festival d'Avignon
- 1959 : La Mort de Danton de Georg Büchner, mise en scène Jean Vilar, TNP Théâtre de Chaillot
- 1959 : La Fête du cordonnier de Michel Vinaver d'après Thomas Dekker, mise en scène Georges Wilson, TNP Théâtre de Chaillot
- 1959 : Meurtre dans la cathédrale de Thomas Stearns Eliot, mise en scène Jean Vilar, TNP Festival d'Avignon
- 1959 : Mère Courage de Bertolt Brecht, mise en scène Jean Vilar, TNP Festival d'Avignon
- 1959 : Les Précieuses ridicules de Molière, mise en scène Yves Gasc, TNP Théâtre de Chaillot
- 1960 : Erik XIV d'August Strindberg, mise en scène Jean Vilar, TNP Théâtre de Chaillot, Festival d'Avignon
- 1960 : Mère Courage de Bertolt Brecht, mise en scène Jean Vilar, TNP Festival d'Avignon
- 1960  : Ubu roi d'Alfred Jarry, mise en scène Jean Vilar, TNP Théâtre de Chaillot
- 1962 : Polyeucte de Corneille, mise en scène Jean-François Rémi, Théâtre de l'Alliance française
- 1962 : L'Avare de Molière, mise en scène Jean Vilar, TNP Théâtre de Chaillot, Festival d'Avignon
- 1963 : L'École de dressage de Francis Beaumont et John Fletcher, mise en scène Yves Gasc, Théâtre Récamier
- 1963 : L'Avare de Molière, mise en scène Jean Vilar, TNP Festival d'Avignon
- 1966 : Dieu, empereur et paysan de Julius Hay, mise en scène Georges Wilson, TNP Festival d'Avignon
- 1967 : Dieu, empereur et paysan de Julius Hay, mise en scène Georges Wilson, TNP Théâtre de Chaillot
- 1969 : Zoo Story d'Edward Albee, mise en scène Daniel Emilfork et Laurent Terzieff, Théâtre du Vieux-Colombier
- 1969 : La Valse des chiens de Leonid Andreïev, adaptation Laurent Terzieff, mise en scène Carlos Wittig, Théâtre du Vieux-Colombier
- 1969 : David, la nuit tombe de Bernard Kops, mise en scène Yves Gasc, Comédie de l'Ouest
- 1971 : Zoo Story d'Edward Albee, mise en scène Daniel Emilfork et Laurent Terzieff, tournée
- 1972 : Identité de Robert Pinget, mise en scène Yves Gasc, Petit Odéon
- 1973 : Harold et Maude de Colin Higgins, mise en scène Jean-Louis Barrault, Théâtre Récamier
- 1974 : Le Suicidaire de Nikolaï Erdman, mise en scène Jean-Pierre Granval, Théâtre Récamier
- 1974 : Isabella Morra d'André Pieyre de Mandiargues, mise en scène Jean-Louis Barrault, Théâtre d'Orsay
- 1974 : Ainsi parlait Zarathoustra de Friedrich Nietzsche, mise en scène Jean-Louis Barrault, Théâtre d'Orsay
- 1975 : Les Secrets de la comédie humaine de Félicien Marceau, mise en scène Paul-Émile Deiber, Théâtre du Palais-Royal
- 1975 : Christophe Colomb de Paul Claudel, mise en scène Jean-Louis Barrault, Théâtre d'Orsay
- 1975 : Des journées entières dans les arbres de Marguerite Duras, mise en scène Jean-Louis Barrault, Théâtre d'Orsay
- 1977 : Boîte, Mao, boîte ou Citations de Mao-Tse-Toung d'Edward Albee, adaptation Matthieu Galey, mise en scène Laurent Terzieff, Théâtre du Lucernaire
- 1980 : Harold et Maude de Colin Higgins, mise en scène Jean-Louis Barrault, Théâtre d'Orsay
- 1987 : Dialogue des Carmélites de Georges Bernanos d'après Gertrud von Lefort, Raymond Leopold Bruckberger, Philippe Agostini, mise en scène Gildas Bourdet, Comédie-Française : à l'Opéra de Lille, au Théâtre de la Porte-Saint-Martin
- 2003 : L'Eventail de Lady Windermere d'Oscar Wilde, mise en scène Tilly, Théâtre du Palais-Royal
- 2003 : Devinez Qui ? Dix Petits Nègres d'Agatha Christie, mise en scène Bernard Murat, Théâtre du Palais-Royal
- 2006 : Romance d'après David Mamet, mise en scène Pierre Laville, Théâtre Tristan Bernard
- 2006 : L'Importance d'être constant d'Oscar Wilde, mise en scène Pierre Laville, Théâtre Antoine
- 2007 : L'Importance d'être constant d'Oscar Wilde, mise en scène Pierre Laville, Théâtre Antoine
- 2008 : L'Importance d'être constant d'Oscar Wilde, mise en scène Pierre Laville, Opéra de Massy, tournée
- 2009 : Vie privée de Philip Barry, mise en scène Pierre Laville, Théâtre Antoine

#### Metteur en scène
- 1959 : Les Précieuses ridicules de Molière, TNP Théâtre de Chaillot
- 1961 : Les Vagues de Virginia Woolf, Théâtre du Studio des Champs-Élysées
- 1962 : La Folie Rostanov d'Yves Gasc, mise en scène Maurice Guillaud, Théâtre Montansier Compagnie Jacques Fabbri
- 1963 : L'École de dressage de Francis Beaumont et John Fletcher, Théâtre Récamier
- 1965 : Le Plus Heureux des trois d'Eugène Labiche, Théâtre des Mathurins
- 1968 : Tartuffe de Molière, Théâtre de l'Athénée
- 1969 : David, la nuit tombe de Bernard Kops, Comédie de l'Ouest
- 1972 : Play Strindberg de Friedrich Dürrenmatt, Théâtre des Mathurins
- 1972 : Identité de Robert Pinget, Petit Odéon
- 1976 : Acapulco Madame d’Yves Jamiaque, Théâtre de la Michodière
- 1978 - 1979 : Le Roi Lear de William Shakespeare, avec Jean Marais - Festival de Vaison La Romaine et Théâtre de l'Athénée-Louis-Jouvet[2]
- 1981 : Les Amis d'Arnold Wesker, Théâtre du Lucernaire
- 1991 : Richard II de William Shakespeare, Théâtre des Célestins, Théâtre de l'Atelier

### Comédie-Française
- Entrée à la Comédie-Française en 1978
- Sociétaire en 1982
- Sociétaire honoraire en 1998
- 470e sociétaire

#### Comédien
- 1979 : Les Trois Sœurs d'Anton Tchekhov, mise en scène Jean-Paul Roussillon, Comédie-Française au Théâtre de l'Odéon
- 1980 : Simul et singulis, Soirées littéraires consacrée au Tricentenaire de la Comédie-Française, mise en scène Simon Eine, Alain Pralon, Jacques Destoop
- 1980 : Traces de Jacques Le Marquet, mise en scène Patrice Kerbrat, Comédie-Française au Petit Odéon
- 1981 : Médée d'Euripide, mise en scène Jean Gillibert, Festival d'Avignon, Comédie-Française au Théâtre national de l'Odéon
- 1981 : Lectures autour de Médée d'après Sigmund Freud, direction artistique Jean Gillibert, Festival d'Avignon
- 1981 : La Dame de chez Maxim de Georges Feydeau, mise en scène Jean-Paul Roussillon
- 1984 : Le Suicidé de Nikolaï Erdman, mise en scène Jean-Pierre Vincent, Comédie-Française au Théâtre national de l'Odéon
- 1985 : Les Corbeaux d'Henry Becque, mise en scène Jean-Pierre Vincent, Salle Richelieu
- 1985 : Le Balcon de Jean Genet, mise en scène Georges Lavaudant
- 1987 : Dialogue des Carmélites de Georges Bernanos d'après Gertrud von Lefort, Raymond Leopold Bruckberger, Philippe Agostini, mise en scène Gildas Bourdet, Comédie-Française à l'Opéra de Lille, au Théâtre de la Porte-Saint-Martin
- 1989 : Le Châle de David Mamet, mise en scène Yves Gasc, Comédie-Française au Petit Odéon
- 1989 : Le Misanthrope de Molière, mise en scène Simon Eine
- 1989 : Michelet ou le Don des larmes d'après Jules Michelet, mise en scène Simone Benmussa, Comédie-Française au Petit Odéon
- 1990 : Le Misanthrope de Molière, mise en scène Simon Eine, Théâtre des Célestins, tournée
- 1991 : Un mari d'Italo Svevo, mise en scène Jacques Lassalle, Comédie-Française au Théâtre national de la Colline
- 1992 : Caligula d'Albert Camus, mise en scène Youssef Chahine, Salle Richelieu
- 1992 : Antigone de Sophocle, mise en scène Otomar Krejča, Salle Richelieu
- 1993 : L'Impromptu de Versailles et Les Précieuses ridicules de Molière, mise en scène Jean-Luc Boutté, Salle Richelieu
- 1993 : Le Faiseur d'Honoré de Balzac, mise en scène Jean-Paul Roussillon, Salle Richelieu
- 1993 : Les Amants puérils de Fernand Crommelynck, mise en scène Muriel Mayette, Théâtre du Vieux-Colombier
- 1994 : L'Impromptu de Versailles et Les Précieuses ridicules de Molière, mise en scène Jean-Luc Boutté, TNP Villeurbanne, La Criée
- 1995 : Occupe-toi d'Amélie de Georges Feydeau, mise en scène Roger Planchon, Salle Richelieu
- 1997 : Jacques ou la Soumission d'Eugène Ionesco, Studio-Théâtre[3]
- 1998 : Les Femmes savantes de Molière, mise en scène Simon Eine, Salle Richelieu
- 2000 : Amorphe d'Ottenburg de Jean-Claude Grumberg, mise en scène Jean-Michel Ribes, Salle Richelieu
- 2000 : Cinna de Corneille, mise en scène Simon Eine, Salle Richelieu
- 2006 : Oh les beaux jours de Samuel Beckett, mise en scène Frederick Wiseman, Théâtre du Vieux-Colombier
- 2007 : Oh les beaux jours de Samuel Beckett, mise en scène Frederick Wiseman, TNP Villeurbanne, Théâtre du Vieux-Colombier
- 2008 : Oh les beaux jours de Samuel Beckett, mise en scène Frederick Wiseman, tournée
- 2010 : Mystère bouffe et fabulages de Dario Fo, mise en scène Muriel Mayette, Salle Richelieu
- 2010 : Le Mariage de Nikolaï Gogol, mise en scène Lilo Baur, Théâtre du Vieux-Colombier
- 2011 : Bérénice de Racine, mise en scène Muriel Mayette, tournée, Salle Richelieu : Paulin
- 2011 : L'École des femmes de Molière, mise en scène Jacques Lassalle, Salle Richelieu
- 2012 : Le Mariage de Nikolaï Gogol, mise en scène Lilo Baur, tournée
- 2013 : Troïlus et Cressida de William Shakespeare, mise en scène Jean-Yves Ruf, Salle Richelieu
- 2014 : La Visite de la vieille dame de Friedrich Dürrenmatt, mise en scène Christophe Lidon, Théâtre du Vieux-Colombier
- 2014 : Le Misanthrope ou l'Atrabilaire amoureux de Molière, mise en scène Clément Hervieu-Léger, Salle Richelieu

#### Metteur en scène
- Le Montreur d'Andrée Chedid
- 1977 : Paralchimie de Robert Pinget, Comédie-Française au Petit Odéon
- Le jour où Mary Shelley rencontra Charlotte Bront d'Eduardo Manet
- Le Triomphe de l'amour de Marivaux
- 1979 : Le Pain de ménage et Le Plaisir de rompre de Jules Renard
- 1986 : Turcaret d'Alain-René Lesage
- 1989 : Le Châle de David Mamet, Comédie-Française au Petit Odéon
- Le Fauteuil à bascule et L'Entretien de M. Descartes avec M. Pascal le jeune de Jean-Claude Brisville

## Filmographie partielle
- 1976 : Des journées entières dans les arbres de Marguerite Duras
- 1977 : Dossier danger immédiat (Épisode "Microcrocus petroleum") de Claude Barma
- 1986 : Claire de Lazare Iglesis
- 1991 : Tous les matins du monde d'Alain Corneau
- 2007 : La Jeune Fille et les Loups, de Gilles Legrand
- 2011 : Les Aventures de Philibert, capitaine puceau de Sylvain Fusée